# Дніпрові Хвилі
Дніпро́ві Хви́лі —  село в Україні, у Широківській сільській громаді Запорізького району Запорізької області. Населення складає 89 осіб. До 2020 року орган місцевого самоврядування — Миколай-Пільська сільська рада.

## Географія
Село Дніпрові Хвилі розташоване за  км від обласного центру. Сусідні населені пункти: села Новопетрівка (5 км) та Миколай-Поле (4 км). Поруч пролягає автошлях національного значення  Н08.

## Історія
Село засноване 1929 року.
12 червня 2020 року, відповідно до розпорядження Кабінету Міністрів України від № 713-р «Про визначення адміністративних центрів та затвердження територій територіальних громад Запорізької області», село увійшло до складу Широківської сільської громади.
19 липня 2020 року, в результаті адміністративно-територіальної реформи та ліквідації колишнього Запорізького району(1965—2020), село увійшло до складу новоутвореного Запорізького району.

## Населення

### Мова
Розподіл населення за рідною мовою за даними перепису 2001 року:
| Мова       | Кількість | Відсоток |
| ---------- | --------- | -------- |
| українська | 67        | 75,28 %  |
| російська  | 22        | 14,72 %  |
| Всього:    | 89        | 100 %    |